# Hospital Carlos Chagas
O Hospital Carlos Chagas foi construído pela Vale S.A e inaugurado em 1975 com a finalidade de atender aos funcionários da companhia e seus dependentes.
A Sociedade Beneficente São Camilo assumiu a administração em 1991 através de contrato de comodato com a Vale do Rio Doce. Este contrato se encerrou em setembro de 2008, quando o hospital passou a ser propriedade pela Prefeitura de Itabira, administrado pela Funcesi e, desde 2016, pela Fundação São Francisco Xavier.

## Estrutura
O hospital Carlos Chagas, possui 52 leitos, Bloco Cirúrgico,UTI com 6 leitos, Pediatria, enfermarias, apartamentos, um aparelho de tomografia, um aparelho de densintometria, dois aparelhos de Raios X, um aparelho de mamografia, sala de endoscopia, sala de ecocardiograma, ultrassom e ergometria.
Por ano, realiza aproximadamente 5.000 cirurgias e atende cerca de 60.000 pessoas.
Durante o processo eleitoral de 2008 tornou-se a menina dos olhos dos dois pré candidatos, seria uma referencia nacional no setor hospitalar, porém durante a administração da Sociedade Beneficente São Camilo não recebeu nenhuma melhoria, o que fez com que essa sociedade fosse expurgada e em seu lugar foi colocada a FUNCESI, para administrar o Hospital. Após problemas financeiros durante a administração da Funcesi, o hospital passou a ser administrado pela Fundação São Francisco Xavier em 2016. O hospital passou por ampliação que foi inaugurada em novembro de 2020.
Durante a Pandemia de COVID-19, o hospital foi um dos principais centros de acolhimento de pacientes de COVID, com abertura de dezenas de leitos de UTI no período.
O hospital passou a realizar, em 2021, cirurgia de esôfago, tradicionalmente invasiva, por técnica inovadora de videolaparoscopia, permitindo pós-operatório mais curto e menos efeitos colaterais.
O hospital celebrou, em novembro de 2021, parceria com a Faculdade de Medicina da Universidade Federal de Minas Gerais para "atividades de ensino, pesquisa e extensão, inovação tecnológica, atividades assistenciais e intercâmbio de pessoal docente, discente e técnico-administrativo".